# Psoroptidae
Psoroptidae zijn  een familie van mijten. Bij de familie zijn 34 geslachten met circa 65 soorten ingedeeld.